# Полярна зірка (роман)
Полярна зірка (англ. Polaris) — науково-фантастичний таємничий роман американського письменника Джека Макдевіта. Це друга книга його серії про Алекса Бенедикта. Дилер старожитностей Алекс Бенедикт і його співробітник Чейз Колпат залучаються до таємниці зникнення пасажирів та екіпажів міжзоряної яхти 60 років тому. Цей твір був номінований на премію «Неб'юла» за найкращий роман.

## Сюжет

### Всесвіт серії романів
Всесвіт серії романів про Алекса Бенедикта розвивається приблизно через 10 000 років після нашого часу (приблизно 11 600 ° н. е.). Як стало зрозуміло в наступній книзі про Алекса Бенедикта «Шукач», у ході розвитку історії людська цивілізація вийшла в космос і розійшлася через значну частину Рукава Оріона нашої галактики.
Людство під час космічної експансії зіткнулося з іншопланетною цивілізацією ашіурів. Сферу світів ашіурів автором описує як прилеглу до світів людської цивілізації за периметром — перший контакт відбувся не менш ніж за кількасот років до історії сюжету. Автор повідомляє, що цивілізація ашіурів перебувала приблизно на тому ж технологічному рівні, що й людська, а самі вони належать до гуманоїдів. Ашіури не здатні відтворювати усне мовлення без механічних пристроїв, тому часто їх називають «німими». Вони є телепатами і можуть, з деякими труднощами, «читати» людські думки та емоції. Ашіурська цивілізація характеризується як значно давніша, ніж людська цивілізація (приблизно 75 000 років проти, можливо, 15 000), але розвивається набагато повільніше. Ашіурам людська натура видається загрозливою, а люди — агресивними, ненадійними та неетичними. Себе ашіури вважають більш розвиненим типом, ніж людей.
Людська цивілізація поширилася в багатьох світах галактики та створила Конфедерацію. Усі світи підтримують зв'язки із Землею. У ході розвитку сюжету попереднього роману головні герої виявляють загублений раніше космічний корабель із квантовим двигуном, що дозволяє миттєво долати значні відстані, чого не міг робити надсвітловий двигун Армстронга. Це дає людству величезну технологічну перевагу перед ашіурами. Люди починають модернізувати космічні кораблі зі старими двигунами на квантові двигуни. Це дозволяє покласти край війні людей та ашіурів, але відносини між цивілізаціями залишаються напруженими.

### Основний сюжет
Історія розповідає про таємниче зникнення багатих та знаменитих пасажирів розкішної космічної яхти «Полярис». 60 років тому «Полярис» вирушив у далекий космос, щоб пасажири змогли спостерігати рідкісну подію — зіткнення двох зір. На зворотному шляху корабель зникає, але на його пошуки відправляють кілька кораблів флоту. Коли яхту виявляють неушкодженою, на ній не знаходять ні екіпажу, ні пасажирів. Історія так і залишається нерозгаданою. Через шістдесят років Алекс Бенедикт, бажаючи придбати на аукціоні деякі предмети з «Поляриса», несподівано з'ясовує, що хтось намагається всіма силами знищити всі артефакти, пов'язані з кораблем, а заодно і всіх, хто мав з ними справу або навіть випадково. опинився поблизу.
На відміну від першого роману серії, «Військовий талант», тут і в подальших книгах оповідь ведеться від імені партнера Алекса Бенедикта, Чейз Колпат.

### Головні герої
Алекс Бенедикт — авторитетний та дуже успішний торговець космічним антикваріатом, засновник та власник корпорації «Рейнбоу». Його інтерес до цієї галузі викликав його дядько Габріель Бенедикт, який навчав його з раннього віку.
Чейз Колпат — партнер Алекса за бізнесом та досвідчений приватний міжзоряний пілот.

## Премії та нагороди
- 2005: номінація на премію Неб'юла в категорії «Найращий роман»[2]